# Shūichi Yoshida
Shūichi Yoshida (jap. 吉田 修一, Yoshida Shūichi; * 14. September 1968 in Nagasaki) ist ein japanischer Schriftsteller.
Yoshida besuchte die Oberschule in Nagasaki, danach die Hōsei-Universität in Tokio und arbeitete anschließend in verschiedenen Berufen, u. a. als Schwimmlehrer. 1997 debütierte er als Schriftsteller mit dem Roman Saigo no musuko (最後の息子), für den er den Preis für junge Autoren der Zeitschrift Bungakukai erhielt. Für den Roman Parēdo (パレード, „Parade“, 2002), der 2009 von Isao Yukisada verfilmt wurde, erhielt er den Yamamoto-Shūgorō-Preis.
Im gleichen Jahr wurde Yoshida für Pāku raifu (パーク・ライフ, „Park Life“) mit dem Akutagawa-Preis ausgezeichnet. 2007 erschien sein Bestseller Akunin (悪人), der ihm den Osaragi-Jirō-Preis und den Mainichi-Kulturpreis und 2008 den Großen Preis der Buchhändler brachte und 2010 von Sang-il Lee verfilmt wurde. Im Jahr 2009 erschien Yoshidas Roman Yokomichi Yonosuke, für den er den Shibata-Renzaburo-Preis und im Folgejahr erneut den Großen Preis der Buchhändler erhielt. Einen Film nach dem Roman drehte Shūichi Okita mit Kengo Kōra in der Hauptrolle. Er folgten Heisei saru kani kassen zu (平成猿蟹合戦図, 2011, als Fernsehserie 2014 bearbeitet) und Taiyo wa ugokanai (太陽は動かない, etwa: „Die Sonne bewegt sich nicht“, 2012).

## Weblink
- Homepage von Shūichi Yoshida